# Hermann Cohen

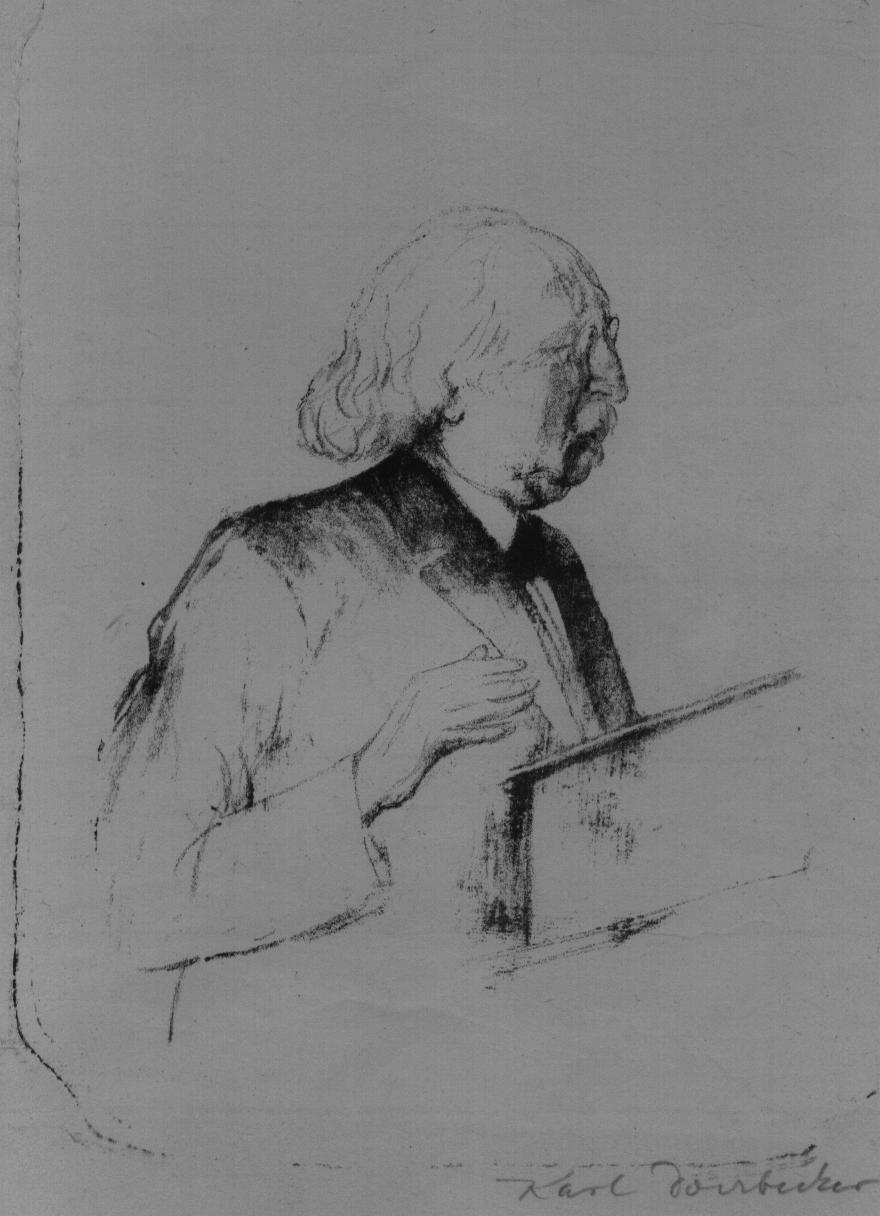
Hermann Cohen

Hermann Cohen (Coswig (Anhalt), 4 juli 1842 – Berlijn, 4 april 1918) was een Joods-Duits filosoof, een van de grondleggers van de neokantiaanse school in Marburg. Aan de Philipps Universiteit in deze stad was hij hoogleraar in de filosofie. Verder geldt hij als een van de belangrijkste vertegenwoordigers van de joodse godsdienstfilosofie uit de 20e eeuw.
De uitwerking die Hermann Cohen geeft van de kantiaanse filosofie is gericht op de volledige uitbanning van het Ding an sich. Hij verwerpt het dualisme van het ding-op-zich en de verschijning. Ook verwerpt hij het dualisme van aanschouwing en denken als naast elkaar bestaande vormen van kennis. Cohen ziet beschouwen als een vorm van denken. Kennis is een oneindig voortgaand proces, waarbij het onbereikbare doel volledige objectieve kennis is. Hetzelfde gaat op voor ethiek en esthetiek. Het menselijk handelen richt zich, volgens Cohen, op een overwinning van het subjectivisme, de verwezenlijking van de objectieve zedelijke rede. Na deze kantiaanse filosofische periode is Cohen de eerste geëmancipeerde Joodse denker geweest die terugkeerde tot het geloof van zijn voorvaderen. De ineenstorting van de Europese cultuur werd hem tot een bange vraag. Wat is nu werkelijkheid? In de Hebreeuwse Bijbel vond hij het antwoord: het geloof is alleen werkelijk, het geloof als levende en persoonlijke Godsbetrekking. Daarna trok hij weg uit Marburg, weg van zijn kantiaanse filosofie en ging naar Berlijn om daar voordrachten te geven aan de Akademie für die Wissenschaft des Judentums.
Cohen ligt begraven op Begraafplaats Weißensee.

## Werken
- "Die Platonische Ideenlehre Psychologisch Entwickelt," in "Zeitschrift für Völkerpsychologie," 1866, iv. 9
- "Mythologische Vorstellungen von Gott und Seele," ib. 1869
- "Die dichterische Phantasie und der Mechanismus des Bewusstseins,"
- "Zur Kontroverse zwischen Trendelenburg und Kuno Fischer," ib. 1871
- Kant's Theorie der Erfahrung, Berlin, 1871; 2d ed., 1885
- "Platon's Ideenlehre und die Mathematik," Marburg, 1878
- Kant's Begründung der Ethik, Berlin, 1877
- Das Prinzip der Infinitesimalmethode und seine Geschichte: ein Kapitel zur Grundlegung der Erkenntnisskritik, Berlin, 1883
- "Von Kant's Einfluss auf die Deutsche Kultur," Berlin, 1883
- Kant's Begründung der Aesthetik, Berlin, 1889
- "Zur Orientierung in den Losen Blättern aus Kant's Nachlass," in "Philosophische Monatshefte," 1890, xx.
- "Leopold Schmidt," in "Neue Jahrbücher für Philologie und Pädagogik," 1896, cliv.
- "Der Begriff der Religion im System der Philosophie", 1915.